# Molenbelt (berg)
Een molenbelt is een kunstmatige heuvel of berg, opgeworpen rondom een molen om het voor de molenaar mogelijk te maken om buiten de molen de zeilvoering te regelen en de vang te bedienen, ondanks het feit dat een beltmolen hoger gebouwd is dan een grondzeiler.
De hoogste molenbelt in Nederland is 9 meter hoog en hoort bij de molen De Korenbloem in Ulvenhout.